# ایستگاه متروی میدان کهن
ایستگاه مترو میدان کهن یکی از ایستگاه‌های خط ۱ مترو تبریز است که در سه راه امین در خیابان محققی واقع شده‌است. این ایستگاه در ۲۴ بهمن ۱۳۹۸ افتتاح شده‌است و بزودی ایستگاه تقاطعی خطوط ۱ و ۲ متروی تبریز خواهد شد.

## مشخصات
ایستگاه متروی میدان کهن در خیابان کهن، سه راهی امین (میدان کهن سابق) و در خط ۱ و ۲ متروی تبریز قرار گرفته و از نوع عمیق است. مساحت کل ایستگاه ۱۳۱۷۷ متر‌ مربع و دارای ۳ طبقه و ۳ ورودی است.

## نگارخانه

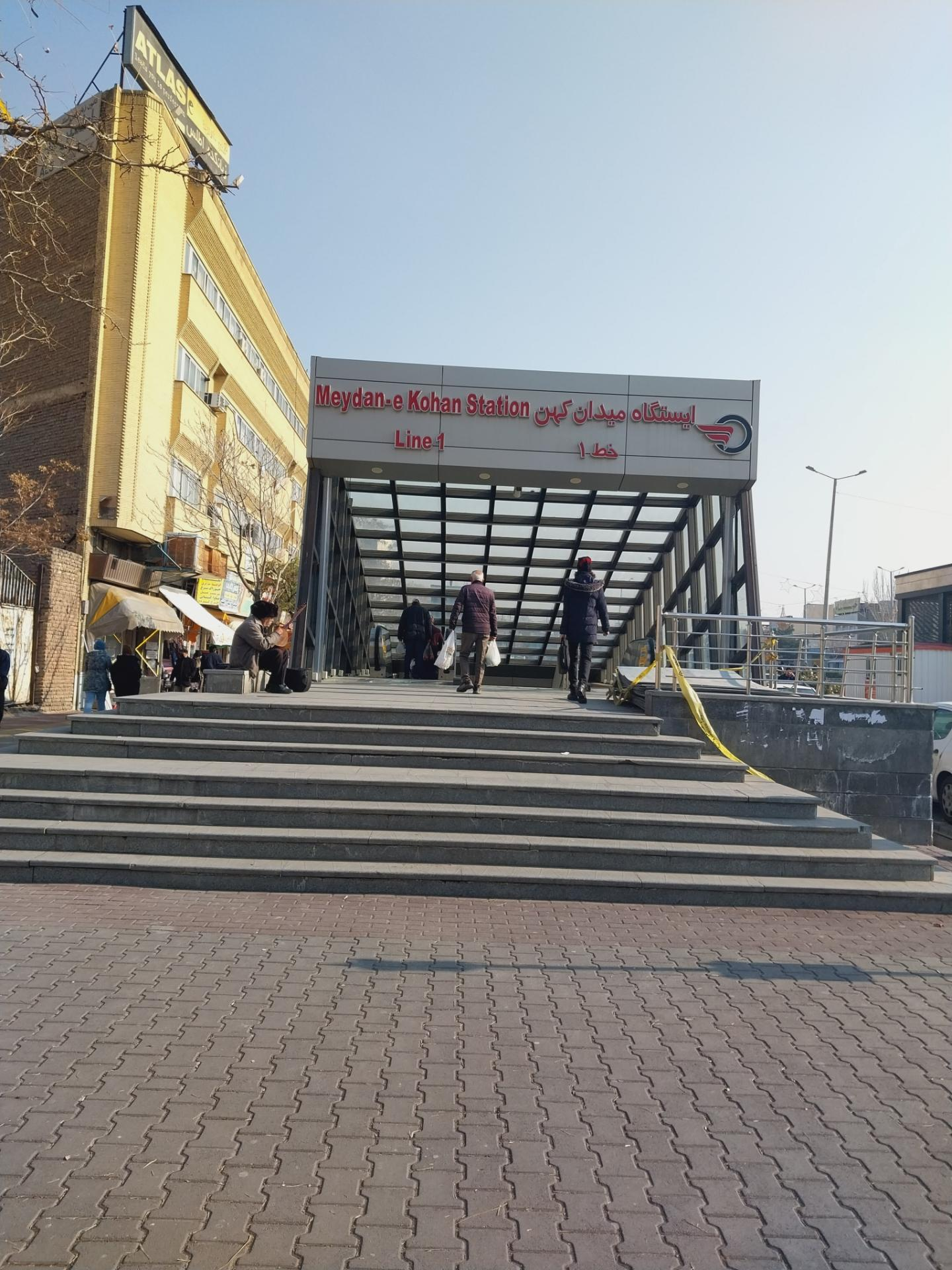